# Emetullah Sultan
Emetullah Sultan (turco ottomano: امت الله سلطان, lett. "serva di Allah"; Edirne, 22 giugno 1701 – Costantinopoli, 19 aprile 1727), chiamata anche Ümmetullah Sultan o Heybetullah Sultan, è stata una principessa ottomana, figlia del sultano Mustafa II e di Şehsuvar Kadin. Era inoltre sorellastra del sultano Mahmud I e sorella di Osman III.

## Biografia

### Origini
Emetullah Sultan nacque a Edirne il 22 giugno 1701. Suo padre era il sultano ottomano Mustafa II e sua madre una delle sue consorti, Şehsuvar Kadin. Aveva un fratello di sangue maggiore, il futuro Osman III. Il suo nome le venne dato in onore della nonna paterna, Emetullah Rabia Gülnuş Sultan.
Nel 1703, quando aveva due anni, suo padre fu deposto a favore del fratello minore Ahmed III. Emetullah venne confinata nel Vecchio Palazzo con sua madre, le sue sorellastre e diverse altre consorti dell'harem, fino al suo matrimonio. 

### Matrimonio
Il 13 settembre 1720 Emetullah sposò Silâhdâr Çerkes Sinek Osman Küçük Pasha, governatore di Şehrizor e Konya, che era stato precedentemente sposato con sua cugina Rukiye Hanımsultan, figlia di sua zia Fatma Emetullah Sultan (sorella di Mustafa II e Ahmed III). La cerimonia si tenne al Vecchio Palazzo. I due ebbero una figlia. Emetullah rimase vedova nel 1724.

### Morte
Emetullah morì il 19 aprile 1727, e venne sepolta nel mausoleo Turhan Sultan nella Yeni Cami.

## Discendenza
Dal suo matrimonio, Emetullah Sultan ebbe una figlia:
- Hibetullah Hanımsultan (1721 - 1744). Sposò Hacı Ali Pasha. Ebbe almeno un figlio, e i suoi discendenti sono rintracciabili almeno fino al XIX secolo.